# Rezervația naturală Hîrtopul Moisei
Hîrtopul Moisei este o rezervație naturală silvică în raionul Cimișlia, Republica Moldova. Este amplasată în ocolul silvic Mihailovca, Hîrtopul Moisei, parcela 15. Are o suprafață de 101 ha. Obiectul este administrat de Gospodăria Silvică de Stat Cimișlia.